# 伊沃里
伊沃里（法語：Ivory，法語發音：[ivɔʁi]）是法国汝拉省的一个市镇，位于该省东部偏北，属于隆斯勒索涅区。

## 地理
伊沃里（46°54'45"N, 5°51'35"E）面积9.13 平方千米，位于法国勃艮第-弗朗什-孔泰大區汝拉省，该省份为法国东部内陆省份，北起上索恩省，西北接科多尔省，西临索恩-卢瓦尔省，南至安省，东与杜省和瑞士接壤。
与伊沃里接壤的市镇（或旧市镇、城区）包括：普勒坦、布拉孔、拉沙特莱讷、绍-尚帕尼、萨兰河畔希利、梅奈。

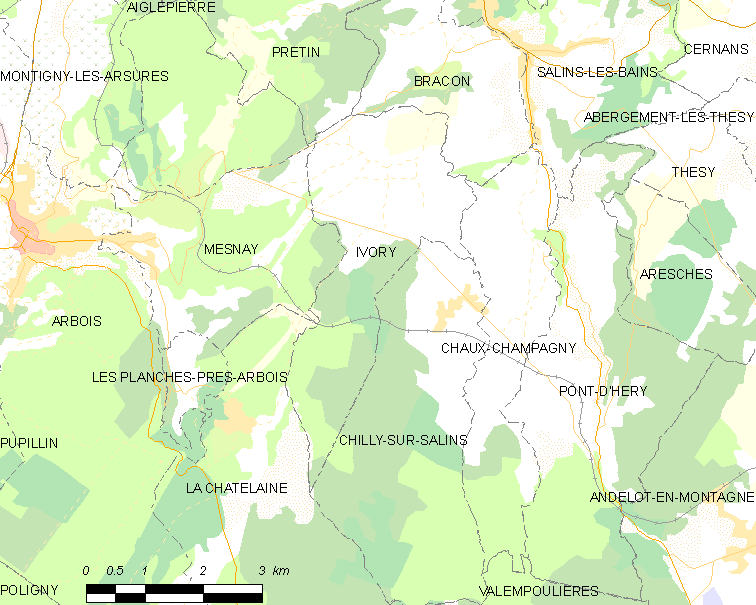
伊沃里的OSM定位图

伊沃里的时区为UTC+01:00、UTC+02:00（夏令时）。

## 行政
伊沃里的邮政编码为39110，INSEE市镇编码为39267。

## 政治
伊沃里所属的省级选区为阿尔布瓦县。

## 人口

1962-2008年间伊沃里人口变化图示

伊沃里于2022年1月1日时的人口数量为87人。

## 交通
汝拉省省道D94线和D107线过境。